# میتسینجو
میتسینجو (به لاتین: Mitsinjo) یک منطقهٔ مسکونی در ماداگاسکار است که در بخش میتسینجو واقع شده‌است.
 میتسینجو  ۱۹٬۰۰۰ نفر جمعیت دارد و ۲۳ متر بالاتر از سطح دریا واقع شده‌است.